# Old MacDonald Had a Farm
Old MacDonald Had a Farm – amerykańska rymowanka o farmerze zwanym MacDonald (lub McDonald, Macdonald) oraz różnych zwierzętach, które ów farmer miał na farmie. Utwór został napisany w 1917 roku przez nieznanego autora. Każda zwrotka zawiera nazwę jednego ze zwierząt oraz odgłos jaki ono wydaje.

## Tekst
W wersji najczęściej śpiewanej dzisiaj tekst umożliwia wplatanie różnych nazw zwierząt. Przykładowy tekst:
Old MacDonald had a farm, E-I-E-I-O.
And on that farm he had a cow, E-I-E-I-O.
With a moo moo here and a moo moo there
Here a moo, there a moo, everywhere a moo moo
Old MacDonald had a farm, E-I-E-I-O.